# Шейх

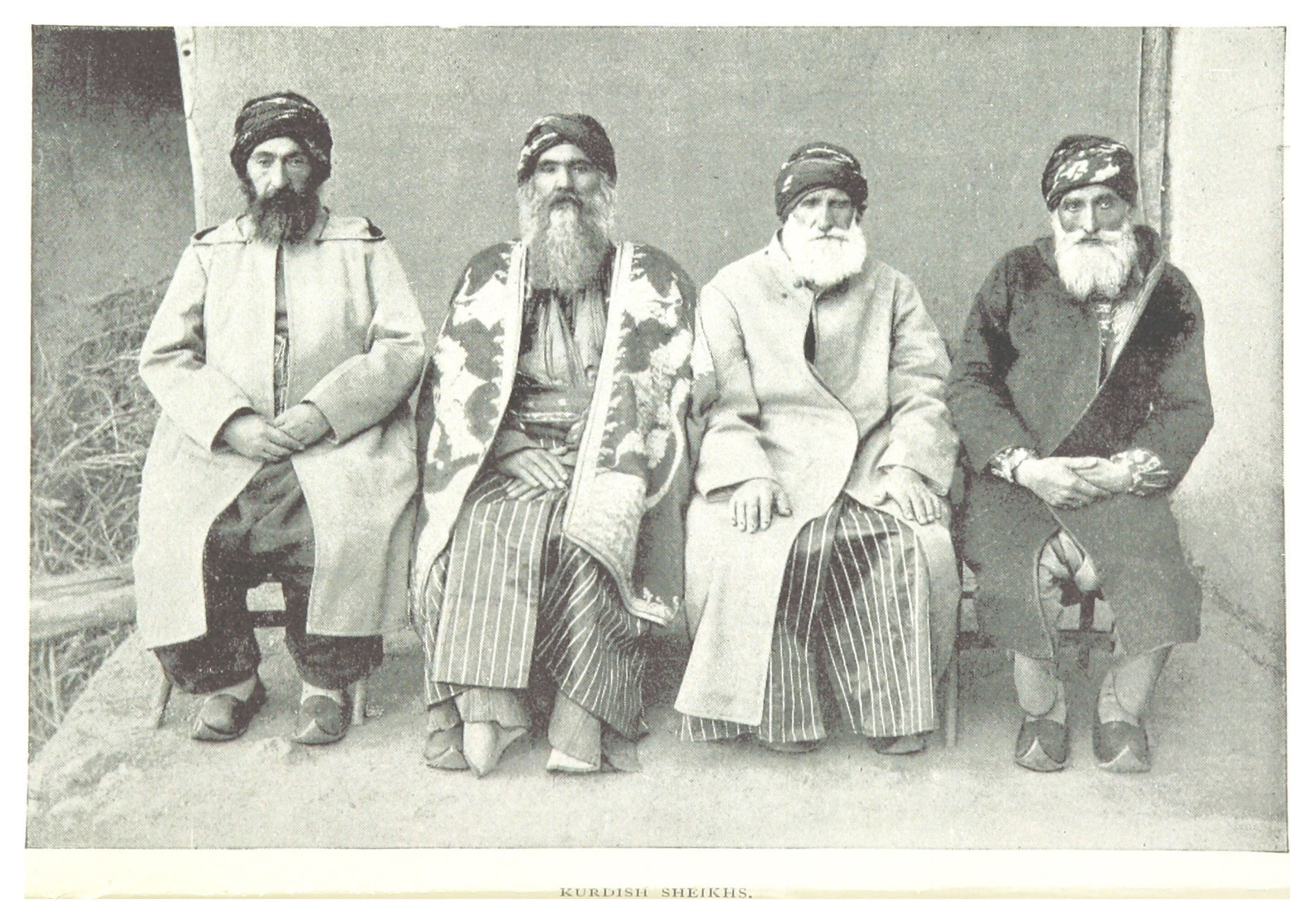
Курдские шейхи, 1895 год

Шейх (араб. شيخ‎ — старец, старшина, староста) — почётное звание, присваиваемое видному богослову в исламе. Этот термин имеет множество значений, охватывающих религиозные, социокультурные и политические аспекты.

## Богословие
Шейх в исламе выступает в роли почётного титула для выдающегося богослова. Шейх должен обладать глубокими знаниями в исламском богословии и часто занимает позицию учителя, способного руководить и направлять общину. В суфизме, мистической ветви ислама, шейх является руководителем суфийской общины, ведущим своих последователей по духовному пути.

## В арабской культуре
В арабской культуре термин «шейх» может обозначать вождя племени арабов на Аравийском полуострове. Кроме того, любой человек, занимающий пост эмира, может быть также именован шейхом. В определённых мусульманских странах Востока и Африки титул «шейх» может представлять собой не только титул правителя или князя, но и лица, обладающего этим титулом в качестве предводителя мусульман.

## Политический аспект
В ряде случаев термин «шейх» используется для обозначения лидеров исламских организаций. Этот термин также может быть использован в политическом контексте, указывая на титул правителя или предводителя мусульманского общества.

## Часть слова (имени)
- Шейх-Аулияр
- Шейх-Ахмед
- Шейх Захид Гилани
- Шейх Мансур
- Шейх-Мухаммед
- Шейх-уль-ислам
  - Шейхульисламов, Акпер-ага Ибрагим оглы
- Шейх-Мамай-бий
- Шейх Ади
- Шейх-Хайдар
- Шейх Зайед (стадион)
- Шейх Джамал (футбольный клуб)
- Шейх Руссел (футбольный клуб)[англ.]
- Шейх, Саид Мохамед, премьер-министр Коморских островов